# Nicolas Courtois
Pour les articles homonymes, voir Courtois.
Nicolas Tadeusz Courtois, né le 14 novembre 1971 à Lębork en Pologne, est un cryptologue franco-polonais. Son travail se concentre sur les cryptosystèmes et la cryptanalyse basée sur les équations polynomiales à plusieurs variables sur les corps finis.

## Biographie
Nicolas Courtois obtint un doctorat en cryptographie à l'université Pierre-et-Marie-Curie en septembre 2001 sous la direction de Sami Harari,.
Avec Josef Pieprzyk, Nicolas Courtois fut à l'origine du concept d'attaque XSL, une méthode théorique pouvant potentiellement casser AES et qui a été critiquée par plusieurs experts en cryptologie après sa publication en 2002.